# Paraxerus flavovittis
Paraxerus flavovittis је сисар из реда глодара и породице веверица (Sciuridae).  

## Распрострањење
Врста је присутна у јужној Кенији, југоисточном Малавију, северном Мозамбику и источној Танзанији.

## Станиште
Станиште врсте Paraxerus flavovittis су саване, шуме и шикаре.

## Угроженост
Ова врста није угрожена, и наведена је као последња брига јер има широко распрострањење.

### Популациони тренд
Популациони тренд је за ову врсту непознат.